# Alexandre Lopes
Alexandre Lopes, właśc. Alexandre Paes Lopes (ur. 29 października 1974 w Rio de Janeiro) – piłkarz brazylijski, występujący podczas kariery na pozycji środkowego obrońcy.

## Kariera klubowa
Karierę piłkarską Alexandre Lopes zaczął w klubie Criciúma EC w 1994 roku. W lidze brazylijskiej zadebiutował 7 września 1994 w przegranym 0-1 meczu z Bragantino Bragança Paulista. Z Criciúmą zdobył mistrzostwo stanu Santa Catarina – Campeonato Catarinense w 1995 roku. W latach 1996–1997 był zawodnikiem Corinthians Paulista, z którym zdobył mistrzostwo stanu São Paulo – Campeonato Paulista w 1997 roku. W latach 1997–1998 występował w Sporcie Recife, z którym zdobył mistrzostwo stanu Pernambuco – Campeonato Pernambucano w 1998 roku. W latach 1999–2000 występował we Fluminense FC, z którym awansował do drugiej ligi. W 2000 roku wyjechał do Rosji do Spartaka Moskwa. Ze Spartakiem zdobył mistrzostwo Rosji 2001, choć w Spartaku rozegrał tylko jedno spotkanie.
Po powrocie do Brazylii Lopes został zawodnikiem Goiás EC. W latach 2002–2004 występował w Japonii w Tokyo Verdy. Z Tokyo Verdy zdobył Puchar Cesarza 2004. Po powrocie do Brazylii został zawodnikiem SC Internacional. Z Internacionalem zdobył mistrzostwo stanu Rio Grande do Sul – Campeonato Gaúcho w 2004 roku. W Internacionalu 29 lipca 2004 w przegranym 0-2 meczu z AD São Caetano Alexandre Lopes rozegrał ostatni mecz w lidze brazylijskiej. W lidze brazylijskiej rozegrał 102 mecze i strzelił 7 bramek. W późniejszych latach występował w Portuguesie São Paulo i Criciúmie, w której zakończył karierę w 2007 roku.

## Kariera reprezentacyjna
W reprezentacji Brazylii Alexandre Lopes zadebiutował 20 grudnia 1995 w wygranym 3-1 towarzyskim meczu z reprezentacją Kolumbii. W 1996 Alexandre Lopes wystąpił w Złotym Pucharze CONCACAF 1996, na którym Brazylia zajęła drugie miejsca. Alexandre Lopes na turnieju wystąpił w meczu z USA. Ostatni raz w reprezentacji Alexandre Lopes wystąpił 22 maja 1996 w zremisowanym 1-1 meczu z reprezentacją Chorwacji.